# Kashiwado Risuke
Kashiwado Risuke est un nom japonais traditionnel ; le nom de famille (ou le nom d'école), Kashiwado, précède donc le prénom (ou le nom d'artiste).
Kashiwado Risuke (柏戸 利助) (né en 1783 – 3 décembre 1828) est un lutteur sumo dont le plus haut rang est ōzeki. Il a remporté 16 tournois durant sa carrière.

## Biographie
Kashiwado est né à Goshogawara à Aomori et se rend à Edo en 1806, rejoignant l'écurie Isenoumi (en). Il reçoit le nom de Kashiwado et travaille au service du domaine de Hirosaki. Son rang le plus haut est ōzeki. Il gagne 16 tournois dans la première division makuuchi, mais son pourcentage de victoires est peu élevé à 81%, comparé à Tanikaze Kajinosuke (94,9%) et Onogawa Kisaburō (91,7%).
En juin 1823, la famille Gojo offre la titre de yokozuna à Kashiwado et son rival Tamagaki Gakunosuke, mais il refuse la proposition car il craint que cela lui attire la colère de la famille Yoshida. Tamagaki rejette également l'offre. L'année suivante, Tamagaki meurt soudainement, et son décès choque Kashiwado. En janvier 1825, il perd trois combats consécutivement et se retire.
Kahiwado n'est pas promu yokozuna mais comme le 20e Yoshida Oikaze a entendu parler de son cas, il décide d'élever Ōnomatsu Midorinosuke à ce rang en 1828, faisant d'Ōnomatsu le premier yokozuna en 39 ans.

## Palmarès
- La durée réelle des tournois de l'année de l'époque varie souvent.

Dans le tableau suivant, les cases en vert sont celles des tournois remportés.
| -    | Printemps                                        | Hiver                                          |
| ---- | ------------------------------------------------ | ---------------------------------------------- |
| 1811 | Maegashira de l'est #8 5–1 1d 1h 2nr             | Maegashira de l'est #7 3–2–4 1nr               |
| 1812 | Maegashira de l'est #6 4–0 1d                    | Maegashira de l'est #4 7–2 1d Non officiel     |
| 1813 | Maegashira de l'est #1 7–1 1d 1nr Non officiel   | Maegashira de l'ouest #1 7–1 2 nr Non officiel |
| 1814 | Maegashira de l'ouest #2 7–1 1d 1nr Non officiel | Sekiwake de l'est #1 7–1 1d 1h                 |
| 1815 | Ōzeki de l'est #1 7–1–1 1nr Non officiel         | Ōzeki de l'est #1 6–1–3 Non officiel           |
| 1816 | Ōzeki de l'est #1 7–1 Non officiel               | Ōzeki de l'est #1 9–0 1nr Non officiel         |
| 1817 | Ōzeki de l'est #1 6–2–2                          | Ōzeki de l'est #1 6–1–2 1h Non officiel        |
| 1818 | Ōzeki de l'est #1 6–1–2 1h                       | Ōzeki de l'est #1 7–1–1 1nr Non officiel       |
| 1819 | Ōzeki de l'est #1 5–1–2 2nr Non officiel         | Ōzeki de l'est #1 7–1–2 Non officiel           |
| 1820 | Ōzeki de l'est #1 4–0 1d 1nr Non officiel        | Ōzeki de l'est #1 6–1–2 1nr                    |
| 1821 | Ōzeki de l'est #1 6–2–2                          | Ōzeki de l'est #1 8–2 Non officiel             |
| 1822 | Ōzeki de l'est #1 7–2–1 Non officiel             | Ōzeki de l'est #1 6–2–1 1nr Non officiel       |
| 1823 | Ōzeki de l'est #1 1–1–5                          | Ōzeki de l'est #1 5–3–1 1nr                    |
| 1824 | Absence                                          | Ōzeki de l'est #1 2–2–3 1d 1h 1nr              |
| 1825 | Ōzeki de l'est #1 Retraite 0–3–7                 |                                                |